# Petar Gračanin
Petar Gračanin (srbsko: Петар Грачанин), srbski general in politik, * 22. junij 1923, † 27. junij 2004.
Gračanin je bil načelnik Generalštaba Jugoslovanske ljudske armade (5. maj 1982–1. september 1985), predsednik Predsedstva Socialistične republike Srbije (1987–1989) in zvezni minister za notranje zadeve SFRJ (1989–1992).

## Napredovanja
- Generalmajor: 1970
- Generalpodpolkovnik: 1974
- Generalpolkovnik: 1978
- General armade: 1999